# جون أو. مينر
جون أو. مينر (بالإنجليزية: John O. Miner)‏ هو ضابط أمريكي، ولد في 22 يونيو 1910 في سيدار رابيدز في الولايات المتحدة، وتوفي في 21 أبريل 1999.